# 圣莫里斯-欧里什奥姆
圣莫里斯-欧里什奥姆（法語：Saint-Maurice-aux-Riches-Hommes）是法国勃艮第大区约讷省的一个市镇，属于桑斯区和阿尔芒松河畔布列农县。该市镇2009年时的人口为420人。

## 人口
圣莫里斯-欧里什奥姆人口变化图示
| 数据来源：INSEE |